# Mnichów (województwo łódzkie)
Mnichów – wieś w Polsce położona w województwie łódzkim, w powiecie sieradzkim, w gminie Sieradz, na wschodnim brzegu Warty.
Wieś królewska w starostwie sieradzkim w powiecie sieradzkim województwa sieradzkiego w końcu XVI wieku. W latach 1975–1998 miejscowość administracyjnie należała do województwa sieradzkiego.

## Historia
Założyli ją prawdopodobnie kanonicy regularni z pobliskiej wsi Męka. Pierwsza wzmianka o niej pochodzi z 1413 r. Była wtedy własnością Jana Kożuszka.
W południowej części wsi, na piaszczystej wydmie, zachowało się koliste grodzisko o średnicy 80 m u podstawy. W wyniku badań przeprowadzonych w 1962 r. ustalono, że w VI–VIII wieku istniał tu gród, wzniesiony na starszej osadzie z okresu wędrówek ludów – prawdopodobnie najstarszy na ziemi sieradzkiej ośrodek władzy terytorialno-plemiennej.
4–5 września 1939 r. miały tu miejsce ciężkie walki 31 Pułku Strzelców Kaniowskich z Sieradza z niemiecką 10 Dywizją Piechoty. Na wschodnim skraju wsi znajduje się schron bojowy dla obsługi ckm, w którym załoga polska broniła się do utraty życia.

## Turystyka
Przez Mnichów prowadzi znakowany na niebiesko szlak turystyczny "Walk nad Wartą we wrześniu 1939 r.".